# Янсинь (Биньчжоу)
Янси́нь (кит. упр. 阳信, пиньинь Yángxìn) — уезд городского округа Биньчжоу провинции Шаньдун (КНР). Название уезда связано с тем, что он расположен на северной («янской») стороне реки Синьхэ (Синьшуй).

## История
Уезд был создан ещё при империи Западная Хань в 202 году до н. э.
В 1950 году был образован Специальный район Хуэйминь (惠民专区), и уезд вошёл в его состав. В 1958 году уезд Янсинь был присоединён к уезду Уди, но в 1961 году восстановлен. В 1967 году Специальный район Хуэйминь был переименован в Округ Хуэйминь (惠民地区). В 1992 году округ Хуэйминь был переименован в округ Биньчжоу (滨州地区).
В 2000 году постановлением Госсовета КНР округ Биньчжоу был расформирован, а вместо него был образован городской округ Биньчжоу.

## Административное деление
Уезд делится на 2 уличных комитета, 7 посёлков и 1 волость.